# كلاتة حسن (تشناران)
كلاتة حسن (بالفارسية: کلاته حسن) هي قرية تقع في قسم بيزكي الريفي (مقاطعة تشناران) في إيران. يقدر عدد سكانها بـ 0 نسمة بحسب إحصاء 2016.